# ROACH
ROACH (ローチ)は、2003年に沖縄で結成された日本のロックバンド。

## 概要
ハードコアやメタルコアをベースに、琉球的なメロディーを取り入れた音楽性が特徴。
ライヴを中心に活動していて、結成間もない頃から沖縄の米軍基地での音楽イベントや基地近くのライヴハウスで経験を積んだ。また、同じラウドロックの界隈のアーティスト以外にも、ヴィジュアル系バンドやアイドルなどのアーティストとも共演経験がある。

## メンバー
taama (たあま)
ボーカル担当。結成時からのオリジナル・メンバー。2009年頃までは"たぁま♪"表記だった。
勝也 (かつや)
ベース担当。2005年加入。かりゆし58の宮平直樹は双子の兄。

### 元メンバー
ゆーすけ
ギター担当。
2003年リリースのオムニバス・アルバム『琉球魂〜マブイ〜』参加時のメンバー。
ちょめ
コーラス担当。
2003年リリースのオムニバス・アルバム『琉球魂〜マブイ〜』参加時のメンバー。
傀 (かい)
ドラムス担当。
2003年リリースのオムニバス・アルバム『琉球魂〜マブイ〜』参加時のメンバー。
psychosae (さいこさえ)
ベース担当。
2003年リリースのオムニバス・アルバム『琉球魂〜マブイ〜』参加時のメンバー。
後にRUN it to GROUNDというバンドに参加。
おおわん
ベース担当。
2005年リリースのオムニバス・アルバム『KOZA MUSIC FESTIVAL VOL.7』参加時のメンバー。
同年脱退。現在はJaaBourBonzで活動中。
しょう
パーカッション担当。
2005年リリースのオムニバス・アルバム『KOZA MUSIC FESTIVAL VOL.7』参加時のメンバー。2006年脱退。
まさし
ギター担当。
2008年12月23日脱退。
MISAKI
ドラムス担当。
2008年12月23日脱退。現在はTHE WARSMANSに所属。
Daisuke
ドラムス担当。
2008年12月30日加入。2016年10月22日脱退。脱退後はサポート期間を経てヴィジュアル系メタルバンドJupiterに加入。
くぼっち
ギター担当。
結成時からのオリジナル・メンバー。2019年9月21日脱退。
440 (よしお)
ドラムス担当。2016年からサポート・ドラマーとして参加し、2018年5月に正式加入。
2021年1月をもって脱退し、音楽活動を引退。
TONO (との)
ギター担当。ROAのギター。
サポート期間を経て2020年1月に加入。ROAからは脱退せず、兼任する形で活動中。
2022年12月に脱退。
卯沙 (うさ)
ギター兼マニピュレーター担当。2021年2月加入。2022年12月に脱退。
Ken (けん)
ドラムス担当。DEATHBONGのドラマー。
DEATHBONGと兼任する形で2021年2月に加入。2022年12月に脱退。

## 来歴
2003年
- 沖縄にて結成。
- 12月、オムニバス・アルバム『琉球魂〜マブイ〜』に参加。

2005年
- 9月、オムニバス・アルバム『KOZA MUSIC FESTIVAL VOL.7』に参加。その後、現メンバーである勝也が加入。

2006年
- 7月、MUCCの沖縄公演のオープニングアクトを務める。[10]
- 9月、『パンクロック・バトルロイヤル4』、『Metal Militia - Total Steel Okinawa 2006』の2作のオムニバス・アルバムに参加。
- 10月、MUCCの大阪公演のオープニングアクトを務める。初の全国ツアーを敢行。MAVERICKと契約。
- 12月25日、日本武道館で開催された"天嘉-伍-[DANGER V]"に出演。

2007年
- 4月18日、1stアルバム『MIND OF THE SUN』をDANGER CRUE RECORDSからリリース。 翌月からリリースツアー"ROACH LIVE TOUR 2007 BEGINNING OF THE SUN"開催。
- 8月11日、"SUMMER SONIC 07 OSAKA"に出演。
- 11月21日、1stシングル『scarlet』をリリース。
- 12月26日、"天嘉"の後継イベント"JACK IN THE BOX 2007"に出演。

2008年
- 1月〜2月、girugameshのツアー"stupid tour '08 in JAPAN"の下北沢（初日）と沖縄公演に出演。
- 12月23日、まさしとMISAKIが脱退。[11]
- 12月30日、新ドラマーDaisukeが加入。[12]

2009年
- 3月14日、girugameshのツアー"CRAZY TOUR 08-09 IN JAPAN"の沖縄公演に出演。
- 4月〜5月、新体制初の全国ツアー"ROACH TOUR 2009 SPRING -DESTROY TO KNOW MYSELF-"を開催。
- 7月、台湾の移動型フェス"台湾暴走"にヘッドライナーとして出演。
- 9月、MAVERICK及びDANGER CRUE RECORDSとの契約を終了。

2010年
- 6月、アメリカ、テキサス州へツアーとレコーディングを兼ねて渡米。
- 7月、2ndシングル『For you, I will』を会場限定でリリース。

2011年
- 2月2日、1stミニアルバム『BREED OF THE SUN』をリリース。2月〜4月にかけてリリースツアー開催。
- 9月30日、渋谷Club Quattroにて沖縄出身のアーティストを集めたイベント"098-"開催。

2012年
- 2月8日、2ndミニアルバム『No Reason In The Pit』リリース。2月〜6月にかけてリリースツアーを開催。
- 10月3日、3rdミニアルバム『OKINAMERICA』リリース。10月〜12月にかけてリリースツアーを開催。

2013年
- 10月2日、4thミニアルバム『GET MORE!!』リリース。9月〜12月にかけてリリースツアーを開催。

2014年
- 9月3日、3rdシングル『CALL ME LAZY』をリリース。
- 10月〜11月、girugameshのツアー[girugamesh 2014-2015 tour "gravitation"]に計7公演出演。[13]

2015年
- 3月25日、4thシングル『リーリヤ-never again-』をリリース。
- 7月、MERRYの対バンツアー"Grateful Year 2015 『NOnsenSe MARkeT 1F』"に計3公演出演。[14]
- 8月19日、2ndアルバム『ROACH』をリリース。9月〜翌年2月までリリースツアーを開催。[15][16]

2016年
- 6月15日、5thシングル『THE TIME IS NOW』をリリース。
- 8月13日、"ROCK IN JAPAN FESTIVAL 2016"に出演。
- 10月22日、Daisukeが脱退。

2017年
- 11月、MUCCのトリビュート・アルバム『TRIBUTE OF MUCC -縁 [en]-』に参加。12月にはリリースツアーの仙台公演に出演。

2018年
- 4月29日、台湾のロックフェス"Heart Town Festival 2018"に出演。
- 5月6日、サポート・ドラマー440が正式加入。
- 6月9日、6thシングル『OCEAN』を配信限定リリース。
- 6月15〜16日、結成15周年を記念したワンマンライブを渋谷RUBY ROOMにて開催。

2019年
- 4月、7thシングル『WAKE UP』を会場及び通販限定でリリース。
- 6月12日、5thミニアルバム『Breathe』をリリース。リリース記念の対バンツアーを東京、大阪、沖縄で開催。東京公演にはMUCCが出演した。[17]
- 9月21日、くぼっちが脱退。[18]

2020年
- 1月15日、中心的にサポート・ギターを務めていたROAのTONOが正式加入。[19]
- 6月5日、8thシングル『Get Free』を配信限定リリース。[20]
- 9月27日、無観客配信ライブを開催。

2021年
- 1月11日、440が1月をもってバンドを脱退し、音楽活動から引退することを発表。[9]
- 2月22日、新メンバーの卯沙とKenが加入。約12年ぶりにツインギター体制となる。[21]
- 6月23日、9thシングル『Senses』を配信限定リリース。[22]

2022年
- 1月、SECRET 7 LINE主催公演"THIXTRA"にて新体制初ライブを行うが、その後活動を休止。
- 12月30日、TONO、卯沙、Kenの脱退を発表。今後のROACHは「今解散はしないが、活動もなし」とした。[23]

## ディスコグラフィ

### 参加作品
| 発売日         | タイトル                                 | 規格品番          | 収録曲               |
| -------------- | ---------------------------------------- | ----------------- | -------------------- |
| 2003年12月21日 | 琉球魂〜マブイ〜                         | CRCP-40051        | きらび               |
| 2005年9月1日   | KOZA MUSIC FESTIVAL VOL.7                | KOKU5-0020        | 木漏れ陽の当たる処に |
| 2006年9月6日   | パンクロック・バトルロイヤル4            | GNCL-1075         | 地上の星             |
| 2006年9月20日  | Metal Militia - Total Steel Okinawa 2006 | FTCS-1839         | やらい 今此処に      |
| 2011年5月28日  | A Wish To End The Tragedy                | GR-14             | 耳を澄ませば         |
| 2012年4月4日   | NEVERMIND TRIBUTE                        | UMCF-1072         | On A Plain           |
| 2013年7月10日  | BSR Vol.1                                | BSCR-1009         | piece of Asia-2013-  |
| 2017年11月22日 | TRIBUTE OF MUCC -縁[en]-                 | MSHN-044 MSHN-045 | ハイデ               |